# Barnabás von Géczy

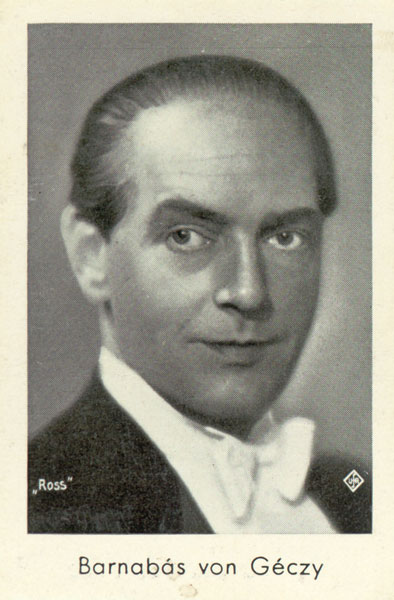
Barnabás von Géczy (1932)

Barnabás von Géczy (* 4. März 1897 in Budapest, Österreich-Ungarn; † 2. Juli 1971 in München) war ein Violinist und Orchesterleiter ungarischer Abstammung und einer der bekanntesten Kapellmeister der 1920er und 1930er Jahre in Deutschland.

## Leben
Géczy lernte die ersten Geigentöne bei einem Zigeuner-Prímás in Budapest. Er studierte Violine an der Budapester Musikakademie und war dort Meisterschüler von Jenő Hubay. 1919 wurde er Konzertmeister der Budapester Oper. Aufgrund der wirtschaftlichen Umstände verließ Géczy Ungarn im Sommer 1922. Auf ein Stellenangebot in der Zeitung ging er, nur mit seiner Geige und dem Vertrauen in sein Können, nach Trondheim in Norwegen. Da der Leiter der Kapelle, in der er zunächst spielte, unzuverlässig war, gründete Géczy bald ein eigenes Trio mit dem Pianisten Erich Kaschubec, der auch in Géczys späteren Orchestern mitspielte. In Trondheim lernte Géczy seine Frau Helga (* 1900 Trondheim; † 1948 Rosenheim) kennen. Das Paar hatten einen Sohn, den späteren Musiker Ivan von Geczy (* 1926 Berlin).
Géczy erhielt einen Ruf an die Stockholmer Oper und ein Angebot des Philadelphia Orchesters, ein Angebot des Berliner Weinhaus Traube (Leipziger Straße) war jedoch lukrativer, weshalb er noch 1924 dorthin wechselte.
Von 1925 bis 1937 war das Orchester von Barnabás von Géczy Hausorchester des Hotel Esplanade und nahm zahlreiche Schallplatten auf. 1932 gewann Géczy den Wettbewerb um die Blaue Geige der Zeitung 8 Uhr-Abendblatt, Michael Schugalté wurde zweiter. 1933/1934 spielte Géczys Ensemble in Kabarett-Matineen der Volksbühne Berlin. 1938 wurde er zum Professor ernannt. Mit seinem Orchester spielte Barnabás von Géczy auch im Rundfunk, so etwa im August 1942 beim Reichssender Berlin in der Sendung Wenn der Tag zu Ende geht – Ein Melodienreigen für Front und Heimat, mit Sprecher Heinz Goedecke. 1944 trat Géczy gemeinsam mit Willi Stech die Nachfolge von Georg Haentzschel und Franz Grothe als Leiter des Deutschen Tanz- und Unterhaltungsorchesters in Prag an.
Die letzten Aufnahmen in Prag machte das Orchester Ende März Anfang April 1945. Nach dem Krieg übersiedelte Barnabás von Géczy nach München, wo er 1952 ein neues Ensemble zusammenstellte, welches zum Hausorchester des Café Luitpold wurde. 1946 hatte er ein Engagement im Kabarettlokal Der Bunte Würfel.
Sein Grab befindet sich auf dem Münchner Waldfriedhof (Grabstelle 139-W-7).

## Werk
Géczy war ein virtuoser Geiger und avancierte zum „Paganini des 5-Uhr-Tees“. Bei seinen Arrangements und der Besetzung seines Salonorchesters rückte er mehr als andere Orchesterchefs dieser Zeit die Streichinstrumente in den Vordergrund. Er nahm insgesamt ca. 700 Schallplatten für verschiedene Firmen in Berlin auf, hauptsächlich für Homocord, Parlophon, Telefunken und Electrola. Mit seinem Münchner Ensemble erschien er bei Polydor.
Géczy übernahm mit seinem Orchester die musikalische Ausführung in den Filmen Die – oder keine (1932), Eine wie du (1933), er wirkte mit im Film Schlagerparade (1953).
In dem Streifen Die – oder keine ist er zudem als Darsteller zu sehen.
Das erfolgreichste Stück war der Puszta Fox, es wurde ca. 10 Mio. mal verkauft.